# Cuarta División de Chile 2001
El Campeonato Nacional de Cuarta División de Chile de 2001 fue la edición número 19 del torneo de la categoría.
Participaron 17 equipos, que jugaron en un sistema de todos-contra-todos agrupados en dos grupos: Norte y Sur en una primera fase. Luego de terminada esta fase, cinco primeros equipos pasarán a una segunda fase, para definir a los cuatro semifinalistas, de donde saldrán los dos ascensos a Tercera División para el año 2002.
Concón National resultó ser el campeón de esta edición, y con esto, ascendió a la Tercera División. Acompañándolo, también ascendió Cristo Salva C. V. como subcampeón.

## Movimientos divisionales
| Pos | a Tercera División de Chile 2001  |
| --- | --------------------------------- |
| 1º  | Municipal Nogales Melón (Campeón) |
| 2º  | Manuela Figueroa                  |

| Pos | Aceptados en Cuarta División de Chile 2001 |
| --- | ------------------------------------------ |
| -   | Deportes Antofagasta "B" (Filial)          |
| -   | El Olam                                    |
| -   | Lautaro de Buin                            |
| -   | Llano Unido                                |

| Pos      | desde Tercera División de Chile 2000                |
| -------- | --------------------------------------------------- |
| 13° (ZN) | Ferroviarios                                        |
| 14° (ZN) | Deportes La Ligua                                   |
| 8º (ZC)  | Unión Comercial (Retornó a su asociación de origen) |
| 9° (ZC)  | San Clemente (Disuelto)                             |
| 8º (ZS)  | Santa María de los Ángeles (Disuelto)               |
| 9º (ZS)  | Deportes Lota (Disuelto)                            |

| Pos      | a Asociación de Origen |
| -------- | ---------------------- |
| 2° (2FC) | Lautaro de Molina      |
| 4° (2FA) | Arturo Prat de Hualañé |
| 4° (ZC)  | Estrella de Chile      |
| 5° (ZN)  | Quintero Unido         |
| 7° (ZN)  | Deportivo Riquelme     |

| Pos     | Abandono de la Competencia.       |
| ------- | --------------------------------- |
| -       | San Bernardo Deportes (Retiro)    |
| 1º (ZC) | Colo-Colo "C" (Filial) (Disuelto) |
| 5º (ZS) | Provincial Curicó (Disuelto)      |

## Primera fase
En la primera fase los 17 equipos se distribuyeron en dos grupos: Norte y Sur. Los dos primeros de cada grupo pasarán a la Segunda Fase, para definir a los semifinalistas, desde donde saldrá el campeón de la Cuarta División y el primer equipo ascendido. 

### Grupo Norte
| Pos | Equipo                      | PJ | PG | PE | PP | GF | GC | Dif | Pts |
| --- | --------------------------- | -- | -- | -- | -- | -- | -- | --- | --- |
| 1   | Juventud Puente Alto        | 13 | 9  | 1  | 3  | 28 | 16 | +12 | 28  |
| 2   | Luis Matte Larraín          | 13 | 8  | 1  | 4  | 34 | 18 | +16 | 25  |
| 3   | Cristo Salva C.V.           | 11 | 6  | 3  | 2  | 29 | 14 | +15 | 21  |
| 4   | Unión Til Til               | 13 | 6  | 3  | 4  | 27 | 26 | +1  | 21  |
| 5   | Concón National             | 11 | 5  | 4  | 2  | 17 | 12 | +5  | 19  |
| 6   | Llano Unido                 | 11 | 3  | 4  | 4  | 20 | 24 | -4  | 13  |
| 7   | Dep. Antofagasta-Santiago B | 11 | 4  | 0  | 7  | 17 | 24 | -7  | 12  |
| 8   | Defensor Casablanca         | 11 | 1  | 2  | 8  | 14 | 32 | -18 | 5   |
| 9   | Deportes La Ligua           | 12 | 0  | 4  | 8  | 13 | 33 | -20 | 4   |

### Grupo Sur
| Pos | Equipo             | PJ | PG | PE | PP | GF | GC | Dif | Pts |
| --- | ------------------ | -- | -- | -- | -- | -- | -- | --- | --- |
| 1   | Ferroviarios       | 11 | 9  | 2  | 0  | 52 | 8  | +44 | 29  |
| 2   | Lautaro            | 11 | 6  | 2  | 3  | 32 | 11 | +21 | 20  |
| 3   | Proyecto XXI       | 12 | 5  | 3  | 4  | 22 | 20 | +2  | 21  |
| 4   | Los Cachorros      | 11 | 5  | 1  | 5  | 17 | 19 | -2  | 16  |
| 5   | Deportes Quilicura | 12 | 4  | 3  | 5  | 28 | 21 | +7  | 15  |
| 6   | Orilla de Martínez | 10 | 4  | 2  | 4  | 15 | 23 | -8  | 14  |
| 7   | Tricolor Municipal | 11 | 4  | 1  | 6  | 25 | 30 | -5  | 13  |
| 8   | El Olam            | 10 | 0  | 0  | 10 | 7  | 66 | -59 | 0   |

PJ=Partidos jugados; PG=Partidos ganados; PE=Partidos empatados; PP=Partidos perdidos; GF=Goles a favor; GC=Goles en contra; Dif=Diferencia de gol; Pts=Puntos
|  | Clasifica a la Semifinal |

## Fase final
Los cuatro clasificados dispuarán llaves de ida y vuelta para definir al finalistas, los que resultaron ser Concón National y Cristo Salva C. V., quienes ascendieron a Tercera.

### Semifinales

#### Partidos cristo salva 4:1 tricolor
|  | Tricolor Municipal | 1:1 | Cristo Salva C. V. |  |  |

|  | Ferroviarios | 1:1 | Concón National |  |  |

|  | Concón National | 3:1 | Ferroviarios |  |  |

### Final

#### Partidos
|  | Concón National | 5:2 | Cristo Salva C. V. |  |  |

| Campeón Concón National Asciende a Tercera División |

También asciende Lautaro como Subcampeón.